# Maja Matevžič
Maja Matevžič (Ljubljana, 13 juni 1980) is een voormalig tennisspeelster uit Slovenië. Zij begon met tennis toen zij tien jaar oud was. Haar favoriete ondergrond is gras. Zij speelt linkshandig en heeft een tweehandige backhand.
Van 1998 tot en met 2003 nam zij voor Slovenië deel aan de Fed Cup – zij behaalde daar een winst/verlies-balans van 10–5. In 2002 veroverde zij op het WTA-toernooi van Bratislava zowel de enkel- als de dubbelspeltitel. In 2004 nam zij deel aan de Olympische spelen in Athene. Zij was actief in het proftennis van 2000 tot en met 2006.

## Loopbaan

### Enkelspel
Matevžič debuteerde in 1996 op het ITF-toernooi van Maribor (Slovenië). Zij stond in 1998 voor het eerst in een finale, op het ITF-toernooi van San Severino (Italië) – zij verloor van de Belgische Patty Van Acker. In 2000 veroverde Matevžič haar eerste titel, op het ITF-toernooi van Biella (Italië), door de Italiaanse Nathalie Viérin te verslaan. In totaal won zij vier ITF-titels, de laatste in 2001 in Ettenheim (Duitsland).
In 2001 kwalificeerde Matevžič zich voor het eerst voor een WTA-hoofdtoernooi, op het toernooi van Filderstadt. Zij strandde in de eerste ronde. Zij stond in 2002 eenmalig in een WTA-finale, op het toernooi van Bratislava – hier veroverde zij haar enige WTA-enkelspeltitel, door de Tsjechische Iveta Benešová te verslaan.
Haar beste resultaat op de grandslamtoernooien is het bereiken van de derde ronde. Haar hoogste positie op de WTA-ranglijst is de 38e plaats, die zij bereikte in augustus 2003.

### Dubbelspel
Matevžič behaalde in het dubbelspel iets betere resultaten dan in het enkelspel. Zij debuteerde in 1996 op het ITF-toernooi van Maribor (Slovenië) samen met landgenote Spela Kobetic. Zij stond in 1998 voor het eerst in een finale, op het ITF-toernooi van San Severino (Italië), samen met landgenote Ana Skafar – zij verloren van Rebecca Jensen en Kristina Pojatina. In 1999 veroverde Matevžič haar eerste titel, op het ITF-toernooi van Pesaro (Italië), samen met de Joegoslavische Dragana Ilić, door Marijana Kovačević en Jekaterina Sysojeva te verslaan. In totaal won zij vijf ITF-titels, de laatste in 2001 in Ettenheim (Duitsland).
In 2000 kwalificeerde Matevžič zich voor het eerst voor een WTA-hoofdtoernooi, op het toernooi van Bol, samen met de Bulgaarse Svetlana Kriventsjeva. Zij bereikten er de kwartfinale. Zij stond in 2002 voor het eerst in een WTA-finale, op het toernooi van Straatsburg, samen met de Française Caroline Dhenin – zij verloren van Jennifer Hopkins en Jelena Kostanić. Later dat jaar veroverde Matevžič haar eerste WTA-titel, op het toernooi van Bratislava, samen met de Slowaakse Henrieta Nagyová, door Nathalie Dechy en Meilen Tu te verslaan. In totaal won zij twee WTA-titels, de laatste in 2003 in Straatsburg, samen met de Canadese Sonya Jeyaseelan.
Haar beste resultaat op de grandslamtoernooien is het bereiken van de kwartfinale. Haar hoogste positie op de WTA-ranglijst is de 34e plaats, die zij bereikte in juni 2003.

## Posities op deWTA-ranglijst
Positie per einde seizoen:
| jaar | rang enkelspel | rang dubbelspel |
| ---- | -------------- | --------------- |
| 1997 | 660            | 695             |
| 1998 | 416            | 620             |
| 1999 | 300            | 265             |
| 2000 | 194            | 153             |
| 2001 | 79             | 96              |
| 2002 | 51             | 73              |
| 2003 | 58             | 42              |
|      |                |                 |
| 2005 | 651            | –               |

## Palmares
| Legenda                |
| ---------------------- |
| Grandslamtoernooi      |
| Olympische Spelen      |
| Year-End Championships |
| Tier I                 |
| Tier II                |
| Tier III               |
| Tier IV & V            |

### WTA-finaleplaatsen enkelspel
| nr.              | finale     | toernooi       | ondergrond    | tegenstandster | score    |         |
| ---------------- | ---------- | -------------- | ------------- | -------------- | -------- | ------- |
| gewonnen finales |            |                |               |                |          |         |
| 1.               | 2002-10-20 | WTA Bratislava | hardcourt (i) | Iveta Benešová | 6-0, 6-1 | details |

### WTA-finaleplaatsen vrouwendubbelspel
| nr.              | finale     | toernooi        | ondergrond    | partner          | tegenstandsters                  | score         |         |
| ---------------- | ---------- | --------------- | ------------- | ---------------- | -------------------------------- | ------------- | ------- |
| gewonnen finales |            |                 |               |                  |                                  |               |         |
| 1.               | 2002-10-20 | WTA Bratislava  | hardcourt (i) | Henrieta Nagyová | Nathalie Dechy Meilen Tu         | 6-4, 6-0      | details |
| 2.               | 2003-05-24 | WTA Straatsburg | gravel        | Sonya Jeyaseelan | Laura Granville Jelena Kostanić  | 6-4, 6-4      | details |
| verloren finales |            |                 |               |                  |                                  |               |         |
| 1.               | 2002-05-25 | WTA Straatsburg | gravel        | Caroline Dhenin  | Jennifer Hopkins Jelena Kostanić | 6-0, 4-6, 4-6 | details |

### Gewonnen ITF-toernooien enkelspel
| nr. | finale     | toernooi  | ondergrond    | dotatie | tegenstandster in finale | score         |
| --- | ---------- | --------- | ------------- | ------- | ------------------------ | ------------- |
| 1.  | 2000-05-28 | Biella    | gravel        | $10.000 | Nathalie Viérin          | 6-0, 6-2      |
| 2.  | 2001-03-11 | Ortisei   | hardcourt (i) | $25.000 | Jekaterina Kozjochina    | 6-7, 6-3, 6-3 |
| 3.  | 2001-07-22 | Modena    | gravel        | $50.000 | Kaia Kanepi              | 7-5, 7-6      |
| 4.  | 2001-07-29 | Ettenheim | gravel        | $50.000 | Kaia Kanepi              | 6-2, 6-3      |

### Gewonnen ITF-toernooien dubbelspel
| nr. | finale     | toernooi      | ondergrond    | dotatie | partner             | tegenstandsters in finale              | score         |
| --- | ---------- | ------------- | ------------- | ------- | ------------------- | -------------------------------------- | ------------- |
| 1.  | 1999-05-23 | Pesaro        | gravel        | $10.000 | Dragana Ilić        | Marijana Kovačević Jekaterina Sysojeva | 6-4, 6-3      |
| 2.  | 1999-10-17 | Welwyn        | hardcourt (i) | $25.000 | Dragana Zarić       | Magda Mihalache Zuzana Váleková        | 7-6, 5-7, 6-2 |
| 3.  | 1999-11-07 | Saint-Raphaël | hardcourt (i) | $10.000 | Valentina Sassi     | Victoria Courmes Laetitia Sanchez      | 6-3, 6-1      |
| 4.  | 2000-07-16 | Darmstadt     | gravel        | $25.000 | Maria Paola Zavagli | Adriana Barna Hanna Zaporozjanova      | 7-6, 6-7, 6-4 |
| 5.  | 2001-07-29 | Ettenheim     | gravel        | $50.000 | Eva Dyrberg         | Katalin Marosi Irina Seljoetina        | walk-over     |

## Resultaten grandslamtoernooien
| Legenda | Legenda                          |
| ------- | -------------------------------- |
| g.t.    | geen toernooi gehouden           |
| l.c.    | lagere categorie                 |
| –       | niet deelgenomen                 |
| G       | uitgeschakeld in de groepsfase   |
| 1R      | uitgeschakeld in de eerste ronde |
| 2R      | uitgeschakeld in de tweede ronde |
| 3R      | uitgeschakeld in de derde ronde  |
| 4R      | uitgeschakeld in de vierde ronde |
| KF      | uitgeschakeld in de kwartfinale  |
| HF      | uitgeschakeld in de halve finale |
| F       | de finale verloren               |
| W       | het toernooi gewonnen            |
| w-v     | winst/verlies-balans             |

### Enkelspel
| Toernooi        | 2001 | 2002 | 2003 |
| --------------- | ---- | ---- | ---- |
| Australian Open | –    | 1R   | 2R   |
| Roland Garros   | 1R   | 1R   | 2R   |
| Wimbledon       | 1R   | 3R   | 3R   |
| US Open         | 3R   | 1R   | 2R   |

### Vrouwendubbelspel
| Toernooi        | 2000 | 2001 | 2002 | 2003 |
| --------------- | ---- | ---- | ---- | ---- |
| Australian Open | –    | 2R   | 1R   | 2R   |
| Roland Garros   | –    | 1R   | 3R   | KF   |
| Wimbledon       | –    | KF   | 1R   | 1R   |
| US Open         | 1R   | 1R   | 3R   | 3R   |

### Gemengd dubbelspel
| Toernooi        | 2002 | 2003 |
| --------------- | ---- | ---- |
| Australian Open | –    | –    |
| Roland Garros   | –    | –    |
| Wimbledon       | 1R   | 2R   |
| US Open         | –    | –    |